# Лофенал
Лофенал — цитостатический противоопухолевый химиопрепарат широкого спектра действия. Алкилирующее средство. Производное бис-β-хлорэтиламина.

## Фармакологическое действие
Обладает противоопухолевой активностью в дозах, оказывающих слабое угнетающее действие на гемопоэз. Особенно мало влияет на тромбоцитопоэз.

## Показания к применению
Нерезектабельный рак яичников; хронический лимфолейкоз, лимфогранулематоз, лимфосаркома, ретикулосаркома.

## Способ применения и дозы
Внутрь после еды 1-2 раза в день от 0,3 до 1,2 г в сутки. На курс лечения — от 9 до 50 г. Для поддерживающей терапии назначают 0,3-0,6 г в неделю. Лечение проводят под контролем анализов картины крови не реже 1 раза в неделю в начале лечения и каждые 3-4 дня во второй половине курса.

## Побочные явления
Потеря аппетита, тошнота, рвота; лейкопения, тромбоцитопения, анемия.

## Противопоказания
Значительная анемия, лейкопения и тромбоцитопения, терминальная стадия онкологического заболевания, а также тяжёлые сопутствующие заболевания печени и почек.